# 卡马圭省
卡马圭省（西班牙語：Provincia de Camagüey）是古巴最大的一个省。其省会为卡马圭。其它主要城镇有佛罗里达和努埃维塔斯。